# Olimpijska (stanice metra v Kyjevě)
Olimpijska (ukrajinsky Олімпійська, Olimpijska) do roku 2011 Respublikanskyj stadion (ukrajinsky Республіканський стадіон, Respublikanskyj stadion) je stanice kyjevského metra na Obolonsko-Teremkivské lince. Poblíž stanice se nachází Národní sportovní komplex Olimpijskyj podle kterého se stanice pojmenována.

## Charakteristika
Stanice je pylonového typu, úzké pylony jsou obloženy šedým mramorem. Na konci nástupiště se nachází umělecká kompozice ve tvaru olympijského ohně, který je z červeného smaltu. Na druhém konci se nachází eskalátory vedoucí do vestibulu s pokladnou a následně do ulice Velyká Vasylkivská.